# Banco del Mutuo Soccorso

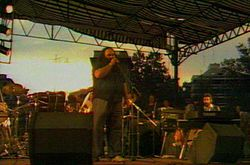
Actuación en 1979

Banco Del Mutuo Soccorso también abreviado como BMS es un grupo musical italiano de rock progresivo que editó su primer disco en el año 1972 y continúa activo en el año 2006, con 25 discos en su haber.
Su álbum Darwin! (1972) fue elegido en el año 2000 por el sitio Gnosis entre 60 000 candidatos como el mejor de los discos de rock progresivo/experimental grabados hasta entonces. En este disco, los músicos de Banco del Mutuo Soccorso ofrecen una inteligente combinación de música clásica, rock, y jazz.

## Integrantes

### Integrantes actuales
- Vittorio Nocenzi - teclados
- Rodolfo Maltese - guitarra fallecido
- Tiziano Ricci - bajo
- Filippo Marchegiani - guitarra
- Maurizio Masi - batería
- Alessandro Papotto - clarinete

## Discografía

### Discos de estudio
- Banco del Mutuo Soccorso (1972)
- Darwin! (1972)
- Io sono nato libero (1973)
- Banco (Compilación en Inglés) (1975)
- Garofano rosso (1976)
- Come in un'ultima cena (1976)
- As in a Last Supper (1976)
- ...di terra 1978)
- Canto di primavera (1979)
- Capolinea (1979)
- Urgentissimo (1980)
- Buone notizie (1981)
- Banco (Studio Album) (1983)
- ...e via ! (1985)
- Donna Plautilla (1989)
- Il 13 (1994)
- Le Origini (1996)
- Nudo (1997)
- Nudo (edición japonesa, 1997)

### Discos en vivo
- Capolinea (en vivo, 1979)
- No Palco (en vivo, 2003)
- ...Seguendo le Tracce (Vivo 1975, 2005)

### Reediciones y recopilaciones
- Da qui messere si domina la valle (reedición de los primeros dos álbumes, 1991)
- La Storia (compilación, 1993)
- I Grandi Successi (compilación, 1993)
- Banco del Mutuo Soccorso (compilación, 1996)
- (Gli Anni 70)(Banco del Mutuo Socorso)(compilación 1998)